# Lola Novaković
Lola Novaković (Belgrado, 25 de abril de 1935 - Belgrado, 3 de abril de 2016) fue una cantante de la antigua Yugoslavia.

## Biografía
En 1962 quedó en cuarto lugar en el festival de Eurovisión celebrado en Luxemburgo, con la canción «No enciendas las luces en anochecer». 
Luego estuvo en Japón en 1963 por seis meses, dando conciertos y programas de televisión, acompañada en sus canciones con la orquesta de Mantovani. En 1964 quedó en primer lugar en el festival en Italia Roma canta, con la canción «La calle de cuatro fuentes». Sus discos existen solo en colecciones privadas. Se retiró en 1985 de su carrera artística, decepcionada y enojada con la prensa.
Lola Novaković alcanzó gran popularidad en Yugoslavia. Cantaba en el espectáculo Cabaret de este entonces, dando giras por Serbia y otros países.
Murió el 3 de abril de 2016.